# Prosoplus xyalopus
Prosoplus xyalopus är en skalbaggsart som först beskrevs av Karsch 1881.  Prosoplus xyalopus ingår i släktet Prosoplus och familjen långhorningar. Inga underarter finns listade i Catalogue of Life.